# Kaap-Caïro-spoorweg

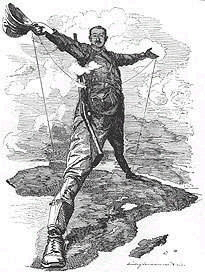
Rhodes: Kaap naar Caïro

De Kaap-Caïro-spoorweg is een onvoltooid project om Afrika van zuid naar noord met een spoorweg te doorkruisen. Dit plan werd ten uitvoering gebracht aan het eind van de 19e eeuw tijdens het koloniaal bewind, en vond voor een belangrijk deel plaats naar de visie van Cecil Rhodes om aaneengesloten delen van het Britse Rijk met een aaneensloten lijn van Kaapstad tot Caïro te verbinden. Alhoewel de meeste delen van de Kaap-Caïro-spoorweg in bedrijf zijn, ontbreekt een groot deel tussen Soedan en Oeganda.

## Redenen voor de bouw
Het Britse kolonialisme in Afrika houdt sterk verband met het concept van de Kaap-Caïro-spoorweg. Cecil Rhodes vond het van belang om de zuidelijke staten van het continent te behouden bij het Britse Wereldrijk. Het streven van Rhodes was een aaneengesloten "rode" lijn van Britse rijksdelen van noord naar zuid te creëren. Een spoorweg was een cruciaal onderdeel van dit streven de bezittingen bij elkaar te voegen, het bestuur te faciliteren, het leger snel op de juiste plaats te hebben, helpen met het vestigen in de gebieden en handel te bevorderen. De realisatie van dit project was een flinke technologische uitdaging.

## Waarom het project niet voltooid is

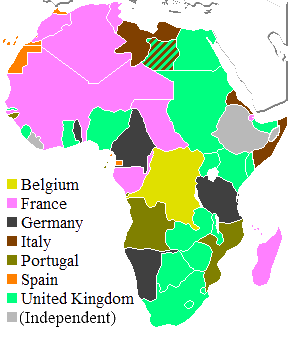
Kaart met daarop een bijna volledige "groene lijn" van de Kaap naar Caïro in 1913

De Britten moesten niet alleen de formidabele obstakels van het terrein en het klimaat overwinnen, maar ook de ambities van andere grootmachten voor bepaalde gebieden. De Fransen probeerden een west-oostverbinding van hun bezittingen van de westelijke Sahara tot aan Djibouti te verkrijgen. Deze pogingen werden verijdeld tijdens de Fashodacrisis. De Portugezen probeerden zonder succes Angola met Mozambique te verbinden. Weerstand tegen de Britse heerschappij in Zuid-Afrika werd na twee Boerenoorlogen neergeslagen. Duitsland verzekerde zich van een cruciaal stukje grondeigendom (Tanzania in Duits-Oost-Afrika) dat voltooiing van de noord-zuidverbinding in de weg stond. Tijdens de Eerste Wereldoorlog veroverden Belgisch-Congolese en Britse troepen het gebied. Bij het Verdrag van Versailles moest België accepteren dat het onder Britse controle kwam, wat politiek gezien de verbinding mogelijk maakte. Hoewel het Britse Rijk na 1918 dus de macht had om de Kaap-Caïro-spoorweg te voltooien, kwam het daar niet toe door politieke problemen tijdens het interbellum. Na de Tweede Wereldoorlog verdween door nationale onlusten en de trend van dekolonisatie de grondslag voor de spoorweg.

## Huidige verbindingen

### Het noordelijk deel
Egypte heeft een spoorwegstelsel dat reeds in 1856 Alexandrië met Caïro verbond en momenteel strekt tot Aswan. In Egypte wordt normaalspoor gebruikt. Na een veerdienst over de Nijl vervolgt de spoorweg in Soedan van Wadi Halfa tot Khartoem over kaapspoor. De aanleg van dit deel van het systeem werd in 1897 begonnen door Horatio Kitchener toen hij de Mahdiopstand neersloeg. Verdere spoorverbindingen lopen zuidwaarts, de meest zuidelijke naar Wau. Een groot deel van het Soedanese spoorwegstelsel is door politieke onrust in onbruikbare staat.

### De Oegandaspoorweg
Oost-Afrika heeft een netwerk van met meterspoor aangelegde spoorwegen die historisch van de havens aan de Indische Oceaan naar het westen gegroeid zijn, parallel aangelegd onder Britse en Duitse koloniale heerschappij. De lijn het verst naar het noorden was de Oegandaspoorweg. Uiteindelijk werden deze netwerken gekoppeld, zodat er tegenwoordig een aaneengesloten spoorverbinding is tussen Kampala aan het Victoriameer naar de kustplaatsen Mombassa in Kenia en Dar es Salaam in Tanzania. Deze spoorwegen worden geēxploiteerd door verscheidene staatsbedrijven zoals de Uganda Railway Corporation, de Kenya Railway Corporation en de Tanzania Railway Corporation.

### TAZARA-verbinding
Van Dar es Salaam werd in 1976 een 1860 kilometer lange verbinding naar Kapiri Mposhi aangelegd door werknemers van de Volksrepubliek China. Deze Tanzania-Zambia-spoorweg (TAZARA) werd aangelegd om het slechts door land omsloten Zambia en haar minerale rijkdom te verbinden met de haven aan de Indische Oceaan, onafhankelijk van verbindingen door Zuid-Afrika of door gebied dat destijds in Portugese handen was. Alhoewel de TAZARA niet past in het grootse beeld van de Kaap-Caïro-spoorweg, vormt hij een cruciale schakel. Deze spoorweg is aangelegd als kaapspoor, dat in het zuidelijk deel van Afrika veel wordt gebruikt.

### Het zuidelijk deel
Het zuidelijk deel werd onder Britse heerschappij voor de Eerste Wereldoorlog voltooid en bestaat uit een onderling verbonden stelsel van nationale spoorwegen op kaapspoor. De bouw ervan begon in Kaapstad en ging parallel aan de Grote Noordweg naar Kimberley, verder door een deel van Botswana naar Bulawayo. Vanuit dit knooppunt vervolgt de lijn, tegenwoordig geëploiteerd door de National Railways of Zimbabwe, zijn weg naar het noorden naar de Zambesikruising. De brug over de Victoriavallen werd voltooid in 1905. De verbinding wordt hier overgenomen door Zambia Railways en vervolgt naar Kapiri Mposhi, het overstappunt op de TAZARA-verbinding naar Tanzania.

## Toekomst
Het concept van de Kaap-Caïro-spoorweg is niet dood. Alhoewel de huidige onlusten in Soedan een groot obstakel voor de voltooiing zijn, zijn er concrete concepten voorgesteld om de lijn tussen Soedan en Oost-Afrika om economische redenen te voltooien. Er is gesuggereerd dat een dergelijke verbinding handel tussen de Middellandsezeelanden en Afrika ten zuiden van de Sahara zou faciliteren en van economische betekenis zou zijn.